# ميلي فان جيميردين
ميلي فان جيميردين (بالهولندية: Melle van Gemerden) مواليد 9 مايو 1979 في أمستردام، هولندا، هو لاعب كرة مضرب هولندي سابق وكان يلعب باليد اليمنى. أعلى تصنيف له في الفردي كان المركز الـ 100 في سنة 2006. أعلى تصنيف له في الزوجي كان المركز الـ 178 في سنة 2005.

## النهائيات

### الفردي: (1)
| الرقم | السنة | الدورة              | الأرضية | المنافس       | النتيجة  |
| ----- | ----- | ------------------- | ------- | ------------- | -------- |
| 1.    | 2005  | سخييفينينغن, هولندا | ترابية  | كريستوف فليجن | 6–4, 6–3 |

### الزوجي: (3)
| الرقم | السنة | الدورة            | الأرضية | الشريك             | المنافس                      | النتيجة            |
| ----- | ----- | ----------------- | ------- | ------------------ | ---------------------------- | ------------------ |
| 1.    | 2004  | هيلفرسوم, هولندا  | ترابية  | فريد همس جونيور    | أتيلا سافولت غابرييل تريفو   | 7–6(7–3), 7–6(7–3) |
| 2.    | 2004  | سمرقند, أوزبكستان | ترابية  | جان فرانسوا باشيلو | سيباستيان فريتز فلورن ميرغيا | 6–2, 3–6, 6–1      |
| 3.    | 2005  | مانيربيو, إيطاليا | ترابية  | روجير فاسن         | دانيال كوليرر أوليفر ماراش   | 6–3, 6–4           |

## روابط خارجية
- ميلي فان جيميردين على موقع رابطة محترفي التنس (الإنجليزية)
- ميلي فان جيميردين على موقع الاتحاد الدولي لكرة المضرب (الإنجليزية)
- ميلي فان جيميردين على موقع كأس ديفيز (الإنجليزية)
- ميلي فان جيميردين على موقع خلاصة التنس.كوم (الإنجليزية)